# Svenska inspelningar
Svenska inspelningar är ett svenskt skivmärke skapat 1 januari 2012.
Svenska inspelningar startades 2012 av Universal Music Group Sweden som ett märke för ny, modern sorts populärmusik.
Bland artister som ingår i dess utgivning finns:
- Adrian Lux
- Albin Myers
- Caotico
- Dada Life
- Dani M
- Kitok
- Labyrint
- Linda Pira
- Marvin Tebano
- Mendoza
- Nause
- Rebecca & Fiona
- Up To No Good
- Sandro Cavazza
- Veronica Maggio